# Santervás de la Sierra
Santervás de la Sierra es una pedanía que pertenece al municipio de Garray, provincia de Soria, Comunidad Autónoma de Castilla y León, España. 

## Geografía

Término municipal de Garray.

### Situación
Está situado a 19,9 km al norte de Soria, en el valle del río Duero al sur de la sierra de la Carcaña, muy próxima a Soria capital y el Monte Valonsadero.

### Demografía
En el año 2000 contaba con 19 habitantes, concentrados en el núcleo principal, pasando a 31 en 2014.

## Historia
Sobre la base de los datos del censo de Pecheros de 1528, en el que no se contaban eclesiásticos, hidalgos y nobles, no se registran vecinos. Figura en el documento original escrito como Santovas. 
A la caída del Antiguo Régimen la localidad se constituye en municipio constitucional entonces conocido como Dombellas y Santerbás' en la región de Castilla la Vieja, partido de Soria, que en el censo de 1842 contaba con 61 hogares y 247 vecinos. En 1857 pasa denominarse Dombillas' y contaba con 77 hogares y 253 vecinos.
El 1 de octubre de 1969 este municipio desaparece integrándose en Garray.

## Lugares de interés
- Iglesia de Santa Ana.
- Lavadero municipal.
- Hostal residencia Pico de los Haces.
- Fuente de Santervás.
- Parchís gigante.